# Iphiclides
Iphiclides es un género de lepidópteros ditrisios de la familia Papilionidae propios de la región Paleártica.

## Especies
El género Iphiclides incluye dos o tres especies:
- Iphiclides podalirius (Scopoli, 1763)
- Iphiclides feisthamelii (Duponchel, 1832) (considerada con frecuencia una subespecie de I. podalirius)[1]
- Iphiclides podalirinus (Oberthür, 1890)